# Lubarda
Lubarda falu Bosznia-Hercegovinában, a Bosznia-hercegovinai Föderáció Una-Szanai kantonjában, Bužim községben.

## Fekvése
Bosznia-Hercegovina északnyugati részén, Bihácstól légvonalban 31, közúton 50 km-re északkeletre, Bužimtól légvonalban 2, közúton 3 km-re északnyugatra levő dombos, erdős területen, a Bužimica- és a Čaglica-patakok völgyét övező dombokon fekszik. Az egyes településrészek többnyire a dombtetőkön, egymástól 200-500 méterre helyezkednek el, közöttük patakvölgyek és hágók találhatók. Lubarda területének nyugati részén, a Čaglica-völgyben a völgy szélén kisebb házcsoportok találhatók. Lubarda-központ mellett a további nagyobb településrészek: Brda, Spahića Brdo, Pašin Brod, Muminovići, Abdići, Eminići, Ćosići, Gornji és Donji Aleševići, Tahići, Kudelići és Remetići.

## Népessége
| Nemzetiségi csoport | Népesség 1991 | Népesség 2013 |
| ------------------- | ------------- | ------------- |
| Szerb               | 10            | 0             |
| Bosnyák             | 2903          | 3166          |
| Horvát              | 0             | 4             |
| Jugoszláv           | 0             | 0             |
| Egyéb               | 31            | 28            |
| Összesen            | 2944          | 3198          |

## Története
A Lubarda név eredetét pontosan nem határozták meg, látszólag azonban egy fegyvertípushoz kötődik (lumbarda – antik ágyútípus, olaszul: bombarda). Ezzel kapcsolatban az a hagyomány őrződött meg az emberek körében, hogy régebben, az osztrák uralom idején egy ágyút állomásoztattak Lubardán, aminek az volt a szerepe, hogy hangjelzést küldjön a bužimi várnak a területről esetlegesen felmerülő katonai fenyegetésről.. Pašin Brod településrész a nevével az oszmán korra emlékeztet, amikor egy bizonyos pasa gyakran átment ezen a helyen, hogy megitassa lovait. Erre a vidék néhány lakosa is felfigyelt, és ők maguk nevezték el a helyet Pašin Brodnak (azaz pasa révének).
A mai területi kiterjedéshez képest Lubarda az elmúlt évtizedekig területileg sokkal nagyobb település volt, ekkor még Elkasova Rijeka is a része volt. Ezen keretek között a legutóbbi, 1991-es népszámláláskor a településnek 2944 lakosa volt. 1983-ban, amikor elvált Varoška Rijeka önkormányzatától Lubarda megkapta a helyi közösség státuszát. A település területének egy része azonban  Elkasova Rijeka önkormányzatához került. Lubarda központi részén található egy általános iskola, egy mecset és a nyolcvanas évek közepén épült közösségi ház, amely a Lubarda Városi Egészségügyi Központ helyiségeinek ad otthont.
A két világháború közötti időszakban Lubarda legjelentősebb eseménye minden bizonnyal a mecset 1938-as felépítése volt. A lubardiak szívesen emlékeznek vissza arra az időre, amikor Bužim önkormányzatához tartoztak (1952-1959). 1954-ben egy régi kőiskolát építettek, majd két évvel később megépítették a Varoška Rijeka-Remetići-Lubarda széles makadámutat. Lubarda villamosítását 1962. november 15-én adták át ünnepélyesen a kerületi iskolában. A Lubarda-Pašin Brod makadám utat 1973-ban építették ki. A vízellátó rendszer 1982-es kiépítésével mintegy 60 háztartás kapott jó minőségű vizet a Musici forrásból.
A háború utáni időszakban ez a település infrastrukturálisan jelentősen kiépült. Az 1998-tól 2004-ig tartó időszakban megépült a Pašin Brod-Lubarda-Bužim aszfaltút, valamint Lubarda központi részén áthaladó aszfaltút. A következő években Aleševići, Brda, Kudelići, Spahića Brdo és Halilagići falvak aszfaltos utat kaptak. A helyi kultúrotthon helyiségeiben modern háziorvosi rendelő kapott helyet. 2010-ben új mecsetet nyitottak Lubardában, és megnyitották az Eminiće falut Varoška Rijekával összekötő aszfaltos utat. Donja Lubardán folyamatban van egy modern körzeti iskola és mecset építése.

## Nevezetességei
A falu mecsetét 2010-ben avatták fel.